# Polygala spruceana
Polygala spruceana är en jungfrulinsväxtart som beskrevs av Alfred William Bennett. Polygala spruceana ingår i släktet jungfrulinssläktet, och familjen jungfrulinsväxter. Inga underarter finns listade i Catalogue of Life.